# Genstart (datalogi)

 Denne artikel omhandler reboot/genstart af computer. Opslagsordet har også en anden betydning, se Reboot (arrangement).
 For alternative betydninger, se Genstart. (Se også artikler, som begynder med Genstart)
Ved genstart af en computer forstås, at dens tilstand ændrer sig fra at være aktiv til at starte forfra. Dette kaldes også reboot eller at reboote (fra engelsk).
En genstart kan ske på mange måder. Det kan være noget brugeren af computeren selv gør, ved at:
- slukke og tænde for computeren
- trykke på computerens reset knap
- bede styresystemet om at genstarte computeren.

Normalt er det altid sundest for en computer at bruge sidstnævnte metode. Der er generelt altid en knap eller kommando indbygget i styresystemet som genstarter computeren. På et Microsoft Windows system ligger denne knap i start menuen og hedder "Luk". På et Unix system kan man f.eks. bruge kommandoen "reboot".
Det kan også være noget der sker automatisk/ufrivilligt, f.eks. hvis der opstår kritiske fejl i styresystemet eller i hardwaren.